# چارلز ساموئل مایرز
چارلز ساموئل مایرز (به انگلیسی: Charles Samuel Myers) متولد ۱۳ مارس ۱۸۷۳ در لندن، و در گذشته ۱۲ اکتبر ۱۹۴۶، یک پزشک انگلیسی و همکار انجمن سلطنتی بود که در عمل به عنوان روان‌شناس، مشغول به کار بود.

## پیشینه
اصطلاح موج‌گرفتگی اگرچه توسط چارلز ساموئل مایرز، ابداع نشده‌است؛ اما وی در سال ۱۹۱۵ میلادی، برای اولین بار در هفته نامه پزشکی لنست، از این اصطلاح در یک مقاله علمی و رسمی استفاده کرده‌است.
چارلز ساموئل مایرز، در سال ۱۹۰۱ میلادی، یکی از ۱۰ عضو یک مؤسس انجمن روان‌شناسی بود که بعدها به انجمن روان‌شناسی بریتانیا تبدیل شد. در سال ۱۹۲۱میلادی او یکی از بنیانگذاران مؤسسه ملی روان‌شناسی صنعتی بریتانیا بود.